# Jairo Iglesias
Jairo Iglesias (Santiago de Compostel·la, 8 de juliol de 1986) és un director de cinema gallec.
Realitza el seu primer muntatge digital al col·legio de La Salle, el 2001, a partir del qual s'interessa pel cinema. Tres anys més tard ingressa a l'Escuela de Imagen y Sonido de A Coruña on realitza els estudis d'imatge (2004-2006) i realització audiovisual i espectacles (2006-).
El 2005, roda, juntament amb l'actor Tamar Novas, el curtmetratge Retrato; juntant en l'equip a altres actors de prestigi com María Castro, Sara Casasnovas, César Goldi, Estíbaliz Veiga i Sergio Suárez. A partir de l'experiència, funda, junt amb Sara Horta una petita productora homònima al seu primer curtmetratge.
El 2006 estrena Cicatrices, el seu segon curtmetratge, on toca la temàtica social. Amb nombres en el repartiment de la talla d'Isabel Blanco, Estíbaliz Veiga i Xabier Deive. El curtmetratge fou considerat "millor curtmetratge de ficció MESTRE MATEO 2006" de l'Academia Galega do Auviovisual.
Fa poc estrenà un nou curtmetratge, rodat íntegrament en gallec, Rosa dos ventos, el dia 10 de maig a Mapica i l'11 a Fundación Caixa Galicia de la Corunya.

## Filmografia
- Rosa dos ventos. Director, Guionista. (2007)
- Cicatrices. Director, Guionista. (2006)
- Retrato. Director, Guionista. (2005)
- "Altramuzes con purrusalda". Guionista: Purrusalda. Guanyador del premi Bayonetas l'inici de Liga 2007_2008 (2007)

## Premis
- CICATRICES. Millor curtmetratge de ficció MESTRE MATEO 2006. (2007)
- Claustrofilia. Premi AVID non te curtes. CURTOCIRCUITO (2006)
- Llámame. Premi Acción Boiro. (2006)